# Лоло Феррарі
Є́ва Женев'є́в Алі́н Валлуа́ (фр. Ève Geneviève Aline Vallois, нар. 9 лютого 1963, Клермон-Ферран — пом. 5 березня 2000, Грасс), відома як Лоло́ Феррарі́ (фр. Lolo Ferrari) — французька танцюристка, акторка та співачка, втягнута у порноіндустрію, відома найбільшими грудьми у світі.
Стала відомою в 1995 році, з'являлася у французькій Книзі рекордів Гіннеса в 1996 і в 1999. Її смерть у 2000 році була визнана суїцидом, хоча в це міг бути залучений її чоловік та сутенер, виправданий у 2007 році.

## Ранні роки
Народжена в Клермон-Феррані (Франція), Єва Валуа виросла в курортному містечку Ла-Боль. Вона часто розповідала про нещасливе дитинство, без батька і з матір'ю, яка її не любила. Підліткою вона працювала моделлю.
У 1988 році одружилася з Еріком Вінем, колишнім наркоторговцем, на 15 років старшим за неї, що тільки-но  вийшов з в'язниці. Чоловік став її менеджером, і вона почала працювати моделлю. Він також схилив її до занять проституцією і був заарештований за те, що був її сутенером.

## Збільшення грудей
З 1990 року Валлуа зробила 22 пластичні операції, досягши 180-сантиметрового силіконового бюста (від 94 сантиметрів). Згідно з Книгою рекордів Гіннеса, кожна з її грудей важила 2,8 кг і містила три літри фізіологічного розчину. Імплантати створив інженер, пов'язаний з розробкою «Боїнга 747». 
Вона мусила носити спеціально створений бюстгальтер, в результаті операцій страждала низкою хвороб і жила з важким режимом прийому ліків.
В інтерв'ю вона так говорила про свої операції: «Все це було, тому що я терпіти не можу життя. Але це нічого не змінило», «Я злякалася і мені було соромно, я хотіла змінити обличчя, тіло, перетворити себе. Я хотіла померти, насправді». Деякі психологи припустили, що вона страждала від дисморфофобії.

## Кар'єра
Після збільшення грудей прийняла псевдонім «Лоло», від французького сленгового позначення грудей, і прізвище «Феррарі», і знялася в кількох порнофільмах. Використання імені Феррарі (яке вона вказувала ім'ям діда за материнською лінією) призвело до тривалого судового протистояння з італійською автокомпанією Ferrari, коли вона намагалася запустити лінію білизни Ferrari Underwear.
Для просування влітку 1995 року вона з чоловіком відвідала Каннський кінофестиваль, де виграла «Європейський чемпіонат великих грудей».
Знялася в бельгійському фільмі «Кемпінг „Космос“». Презентацією фільму вона викликала сенсацію на Каннському фестивалі у 1996 році.
На піку популярності намагалась отримати постійну роль у телешоу Eurotrash на британському каналі Channel 4. Увага ЗМІ привела до її появи в інших європейських шоу, вона співала і виконувала стриптиз у кабаре-шоу. 
Сподіваючись почати поп-музичну кар'єру, записала два сингли: «Airbag Generation» («Покоління подушок безпеки») та «Set Me Free» («Звільни мене»), а також ще два сингли, євродиско-пісню для кабаре під назвою «Dance Dance Dance» («Танцюй, танцюй, танцюй») і кавер євродиско-хіта Тельми Гьюстон «Don't Leave Me This Way» («Не покидай мене таким чином»). Дві останні пісні не отримали комерційний реліз.

## Смерть
Вранці 5 березня 2000 року 37-річну Лоло Феррарі знайшов мертвою її чоловік у її будинку в Грассі на Французькій Рив'єрі. Перший розтин встановив, що вона померла від передозування антидепресантами і транквілізаторами. Вона мала депресію і її смерть була визнана самогубством. Її батьки підозрювали, що до смерті був причетний її чоловік, і добилися другого розтину два роки потому, який показав, що ймовірна причина смерті — задуха. Її вдівець за підозрою в заподіянні смерті був заарештований і провів 13 місяців у в'язниці. Після другого медичного аналізу з нього були зняті всі звинувачення в 2007 році.